# Orchi - I guardiani dei lampi
Orchi - I guardiani dei lampi (Bodyguard of Lightning) è un romanzo fantasy del 1999 di Stan Nicholls.

## Trama
Da generazioni gli orchi, una fiera razza guerriera, vivono inquadrati fin dalla nascita in corpi militari alle dipendenze della spietata regina Jennesta, un ibrido tra la razza umana e quella nyadd (creature acquatiche), assetata di sangue e dotata di grandi poteri magici. Agli ordini della loro regina combattono una sanguinosa guerra contro gli esseri umani, spietati invasori giunti da oltreoceano e dediti alla conquista delle terre di Maras-Dantia, da sempre abitate dagli orchi e da altre razze fantastiche. Nell'ambito di questa decennale guerra, la regina Jennesta ordina a Stryke, un orco comandante di una banda di trenta guerrieri d'élite, denominati Figli del Lupo, di assaltare un avamposto umano e recuperare un prezioso manufatto (che gli orchi chiamano semplicemente cilindro), anche a costo della vita. La missione bellica riesce perfettamente, tanto che i guerrieri decidono di festeggiare la vittoria e di ritardare la partenza di un paio d'ore, ma, a causa degli effetti di una droga chiamata pellucida (o anche cristalli del lampo) da loro assunta, i Figli del Lupo perdono i sensi. Al loro risveglio scoprono di avere perso ben più di un paio d'ore. Così, per tentare di recuperare il tempo perduto e tornare dalla loro irascibile regina prima di incappare in una dura punizione, gli orchi decidono di prendere una scorciatoia, ma, loro malgrado, cadono preda di un'imboscata di alcuni predoni coboldi, ed il prezioso oggetto viene loro trafugato.
Sapendo di non poter tornare a mani vuote (pena l'immediata esecuzione capitale), Stryke non può fare a meno di inseguire i ladri; dopo alcune rocambolesche vicende, gli orchi riescono a tornare in possesso del misterioso contenitore. In quell'occasione fanno anche la conoscenza di un vecchio studioso gremlin di nome Mobbs (prigioniero dei coboldi e prontamente liberato dai Figli del Lupo), il quale li informa che il manufatto da loro recuperato è molto prezioso e che è foriero di grande potere per il suo possessore, compreso quello di ridare la libertà alla razza degli orchi e a tutte quelle razze prede della schiavitù. Affascinati e solleticati da quelle parole, Stryke e i suoi decidono di aprire il cilindro. Scoprono così all'interno una pergamena ed uno strano oggetto: una sfera con sette punte acuminate, simile ad una stella. Mobbs spiega loro che quel manufatto viene chiamato strumentalità, e li informa altresì dell'esistenza di altri quattro oggetti simili dispersi nelle terre di Maras-Dantia. Solo riunendo le cinque stelle sarebbe stato possibile evocare un enorme potere. Giunto a quel punto, conscio di non poter più tornare indietro senza incorrere nell'ira di Jennesta, Stryke decide di condurre i suoi guerrieri alla ricerca delle altre strumentalità, se non per ottenere il potere di liberare le razze dal giogo della tirannia, almeno nella speranza che, trovandosi di fronte a tutte le stelle, Jennesta avrebbe forse concesso loro il perdono.
Per i Figli del Lupo inizia così una ricerca frenetica delle strumentalità attraverso i luoghi più disparati della fantastica terra di Maras-Dantia. La regina Jennesta, frattanto, subodorando il tradimento della sua banda, incarica il resto dell'esercito di mettersi alla ricerca dei traditori e recuperare il manufatto. Stryke, dal canto suo, guida la sua banda verso uno dei più grandi insediamenti umani del luogo, la città di Trinity, dove sembra trovarsi la seconda stella. Tramite uno stratagemma, gli orchi riescono ad impossessarsi del prezioso oggetto, strappandolo dalle mani del folle predicatore Kimball Hobrow, leader degli umani di Trinity (dediti ad un culto di tipo monoteistico e dunque chiamati "Uni"). I Figli del Lupo riescono anche a sfuggire all'esercito di Jennesta sceso in campo contro di loro, salvandosi nello scontro diretto, ma ritrovandosi braccati sia dagli umani che dai loro stessi simili, fedeli alla regina. Chiaro, a quel punto, che Jennesta ha dichiarato loro guerra aperta e che avrebbe fatto di tutto pur di catturarli e ucciderli, per Stryke ed i suoi guerrieri non rimane altra strada che tentare di impossessarsi delle rimanenti stelle, e cercare di volgerne il potere a loro vantaggio.
Il manipolo di orchi si reca perciò all'assalto del regno sotterraneo dei troll, dove si trova la terza stella. Qui, in seguito al crollo di uno dei cunicoli, Stryke e il guaritore del gruppo, Alfray, si trovano separati dal resto dei Figli del Lupo e, nonostante uno strenuo e coraggioso tentativo di sconfiggere da soli le soverchianti forze combattenti troll, vengono presi prigionieri e preparati per essere sacrificati alla brutale divinità della razza sotterranea. Frattanto, uno dei luogotenenti della banda, Haskeer, rimasto in superficie assieme a pochi altri guerrieri, sembra cadere preda di una improvvisa pazzia e colpisce alla testa Coilla, l'unica femmina del gruppo (rimasta a sorvegliare lo stesso Haskeer che, dopo essere stato contagiato da una malattia umana, si comportava stranamente), per poi strapparle via le stelle che Stryke le aveva affidato (prima di scendere nei cunicoli) con l'incarico di custodirle. Messo fuori combattimento anche l'altro orco di guardia, Haskeer fugge portando con sé i preziosi oggetti, totalmente sopraffatto da un canto che sembrava provenire proprio dalle stelle. Non appena ripresa dallo stordimento del colpo subìto, Coilla si getta al suo inseguimento, costretta suo malgrado ad abbandonare i compagni in difficoltà per cercare di recuperare le stelle. Durante la folle corsa, però, si trova accerchiata da un gruppo di tre umani, che immediatamente la fanno prigioniera.